# نوریو تانیگوچی
نوریو تانیگوچی (谷口 紀男, Taniguchi Norio, ۲۷ مه ۱۹۱۲ – ۱۵ نوامبر ۱۹۹۹) پروفسور دانشگاه علوم توکیو بود. وی اصطلاح نانو-فناوری را در سال ۱۹۷۴ برای توصیف فرایندهای نیمه‌رسانا، مانند رسوب فیلم نازک و فرز (میلینگ) پرتو یونی که دارای کنترل مشخصه در مقیاس یک نانومتر است، ابداع نمود: «نانوفناوری، عمدتاً شامل فرایندهای جداسازی، تلفیق و تغییر شکل مواد با یک اتم یا یک مولکول است.»
تانیگوچی تحقیقات خود را در مورد مکانیسم‌های سایش ماشینکاری با دقت بالای مواد سخت و شکننده، آغاز کرد. در دانشگاه علوم توکیو، وی پیشگام استفاده از روش‌های پرتوی انرژی برای پردازش مواد فوق‌العاده دقیق بود که شامل تخلیه الکتریکی، مایکروویو، پرتوی الکترون، فوتون (لیزر) و پرتوهای یونی است.
وی تحقیقات روش‌های ماشینکاری را از سال ۱۹۴۰ تا اوایل دهه ۱۹۷۰ مورد مطالعه قرار داد و به درستی پیش‌بینی کرد که در اواخر دهه ۱۹۸۰، روش‌ها تا حدی پیشرفت می‌کنند که دقت ابعادی بهتر از ۱۰۰ نانومتر قابل دستیابی باشد.

## به رسمیت شناختن
انجمن مهندسی دقیق و فناوری نانو در اروپا، اولین جایزه یک عمر فعالیت پروفسور تانیگوچی را در برمن، مه ۱۹۹۹ اهدا کرد.

نقل قول جایزه پروفسور تانیگوچی :
جهت شناختن سهم بی‌نظیر و برجسته ایشان در تحقیق و توسعه فناوری‌های پردازش فوق‌العاده دقیق مواد در سال ۱۹۷۴ قابل ذکر است که ایشان اولین شخصی بودند که اصطلاح نانوفناوری را تدوین و استفاده کردند. ایشان از طریق چشم‌انداز، نوشتارها و فداکاری کامل در زمینه خود، توسعه یکی از غالب‌ترین فناوری‌های قرن ۲۱ را تحریک کرده‌اند.